# Museu Karonga
El Museu Karonga és un centre cultural i museu del districte de Karonga, al nord de Malawi. El museu fou obert oficialment pel llavors President Bingu wa Mutharika el novembre de 2004. L'objectiu del centre és la conservació i promoció del patrimoni cultural i natural de Karonga. Inclou les descobertes de les primeres formes de vida a la Terra, mostra fòssils de Dinosaures i també hi ha un espai dedicat als primers éssers humans.
La col·lecció, preservació i mostra dels objectes la porta el Departament d'Antiguitats del país, juntament amb la Fundació Uraha. Aquest centre posa l'èmfasi en la participació del a comunitat local i els líders per tal d'aportar i reunir col·leccions per les mostres. L'exposició central està dedicada als fòssils de 130 milions d'anys del Malawisaure, que foren descoberts 45 km al sud d'on hi ha el museu. Per fomentar la participació hi ha espais de reunió i espais polivalents per celebrar esdeveniments culturals de teatre, ball, música i altres. El centre d'investigació coopera en projectes internacionals. L'edifici on hi ha el centre cultural i el museu fou construït el 2004. L'edifici va ser dissenyat per l'arquitecte britànic Kevin M Davies.